# Menfis de Berga

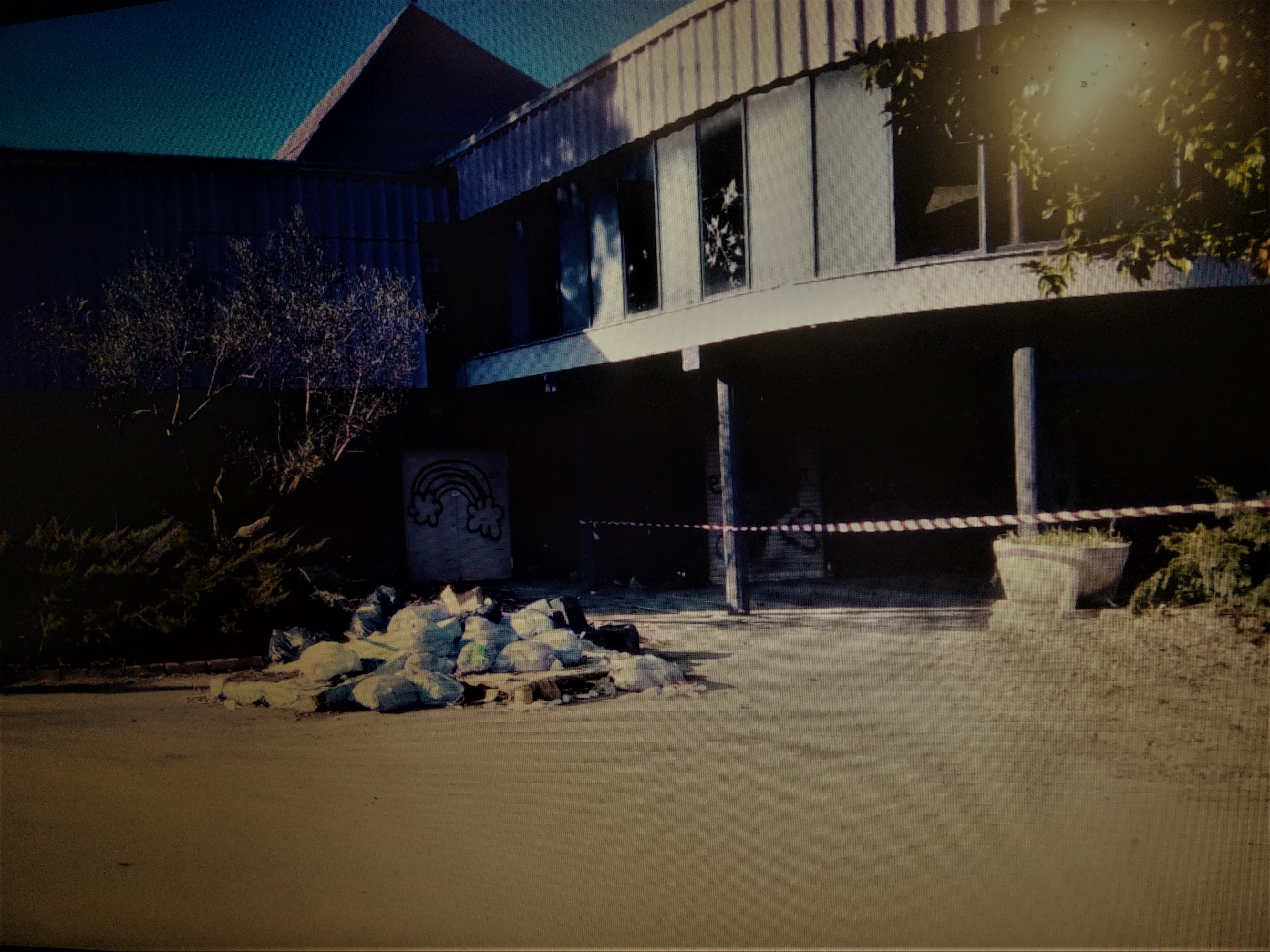
Estat de la discoteca Menfis Berga l'any 2019, quan l'Ajuntament de Berga encara no havia retirat la brossa ni els contenidors que feien de reclam-abocador

El Menfis Berga va ser una discoteca ubicada a l'antiga entrada sud de la ciutat de Berga. Va estar operativa des de finals dels setanta del segle xx, erigint-se en la discoteca més gran i concorreguda de tota la comarca del Berguedà, i sent, juntament amb Menfis Manresa, una marca d'oci nocturn propi de la Catalunya central que anys més tard es va desplaçar a Vilalba (Vallès oriental). Va funcionar ininterrompudament fins al tomb del segle xxi, quan se'n va decidir el tancament després d'una davallada important dels clients deguda, entre d'altres, a la corba descendent demogràfica de la comarca i a la millora de les comunicacions que afavoria l'oci transcomarcal cap al Bages i Osona. Nombroses alternatives situades dins de la ciutat de Berga mateix feien innecessari desplaçar-se fins a la ubicació de la icònica discoteca, ara relegada a una localització marginal a la carretera secundària C-1411a que connecta Berga amb Cal Rosal i els veïnats de la Serra de Noet. Dues iniciatives endegades a partir dels anys 2000 van intentar reviure l'espai. El primer, amb el nom de 4You, va ser un fracàs estrepitós, mentre que el segon, el Xocolat, va aconseguir un èxit relatiu fins a l'any 2014, quan va tancar definitivament.
Tot aquest temps, la propietat del Menfis Berga havia estat de l'empresa Discgar 2 SL, ara extingida. Des del 2014 l'espai ha estat abandonat, esdevenint punt de conflicte de sanitat pública per l'acumulació de deixalles en els antics pàrquings i l'entorn. L'indret també ha estat escenari d'algun crim no esclarit i d'ocupacions il·legals. L'any 2020 se'n va anunciar la compra per part de la Funerària Ferran, l'empresa encarregada dels serveis funeraris a la ciutat de Berga i bona part de la comarca del Berguedà, amb la intenció tot just embrionària de tirar a terra les dues icòniques piràmides i aixecar-hi un equipament funerari que inclouria sales de vetlla i tot l'equipament necessari per a la disposició dels difunts, sense descartar la possible instal·lació d'un forn crematori. L'Ajuntament de Berga va fer una consulta ciutadana per tal de modificar el POUM que només contemplava un ús per a discoteca en l'espai on hi ha l'edifici en ruïnes. L'indret és avui lloc de trobada per a molts caminadors i ciclistes, que deixen els cotxes als antics pàrquings i fan esport per l'indret de la Serra de Noet.

## Nom
L'edifici de la discoteca, fidel al seu nom ambientat en l'antic Egipte, consta de dues piràmides a diferents nivells, talment com les necròpolis egípcies, però segurament deu el reclam del nom al fet que l'any 1976 Elvis Presley vivia a la ciutat homònima de Memphis (Tennessee), on moriria l'any 1977 a la seva mansió de Graceland. Quan morí l'artista, la discoteca de Berga ja feia un any que tenia les portes obertes al públic, així que se'n pot endevinar la vigència del nom en aquell moment i el fet que s'exportés el nom al Bages i al Vallès.